# Vivi ogni momento
Vivi ogni momento è una raccolta del gruppo hardcore punk milanese Wretched, che raccoglie gli ultimi lavori prodotti e l'ultimo live della band prima dello scioglimento.

## Tracce
1. Senti Il Richiamo
2. Sezionati Vivi
3. Verso Il Tuo Orizzonte
4. Angosce
5. Vivere Nell'Incubo
6. La Tua Morte Non Aspetta
7. In Controluce
8. Libero E Selvaggio
9. Senti Il Richiamo
10. Sezionati Vivi
11. Finirà Mai?
12. Disperato Ma Vivo
13. Angosce
14. Come Un Cappio
15. Troppo Facile
16. Verso Il Tuo Orizzonte
17. Solo Guerra
18. Muori Per La Patria Muori Per Niente
19. Non Ingannarti
20. Vivere Nell'Incubo
21. Mai Arrendersi
22. La Tua Morte Non Aspetta